# Ďolíček
Městský stadion Ďolíček (popř. Dolíček), původně Dannerův stadion, stojí v Praze-Vršovicích, kde na něm hrají svá domácí utkání hráči Bohemians Praha 1905. Jeho výstavba u Botiče byla dokončena roku 1932. O jeho vznik se významně zasloužil Zdeněk Danner, někdejší ředitel Vršovické záložny.
Autorem projektu byl vršovický architekt Alois Vejvoda. Dominantou byla v té době moderní dřevěná, zelenobílá tribuna na podélné straně u Botiče, která byla dovezena z klusáckého stadionu na Letné. Povrch hřiště byl tvořen jemnou škvárou,
V ďolíčku (nebo dolíčku) se stadionu u Botiče začalo říkat až na konci padesátých nebo začátku šedesátých let podle původního hřiště AFK Vršovice(pro 6 000 diváků, které po slavném zájezdu do Austrálie přestalo stačit. Pražané mu do té doby běžně říkali Dannerák. Původní Ďolíček stál na místě dnešního nedalekého Ministerstva životního prostředí (střed hřiště se nacházel v místech autobusové zastávky Kavkazská).

## Historie
První utkání v Ďolíčku proběhlo dne 27. března 1932 s návštěvou 18 000 diváků. Tehdy byl sehrán slavnostní dvojzápas Bohemians–Slavia a Viktoria Žižkov–Teplitzer FK. Autorem první branky na novém stadionu byl Franci Svoboda, který odměnou za historický gól dostal zlaté hodinky.
V sezónách 1942/43 a 1943/44 zde našel azyl SK Nusle během svého působení v národní (nejvyšší) lize.
V roce 1945 (14. února) dopadla na stadion během doznívající druhé světové války spojenecká letecká puma, která vytvořila v rohu hřiště a ochozů k stání vpravo od hlavní tribuny velký kráter. Již za dva týdny se zde hrál přátelský zápas.
V roce 1948 muselo být z politických důvodů odstraněno Dannerovo jméno a tradiční jméno klubu z průčelí hlavní tribuny.
V roce 1951 zde našla azyl Slavie, jenž byla z důvody stavby Stalinova pomníku nuceně vystěhována ze svého stadionu na Letné.
Od roku 1951 je na hřišti travnatý povrch (do té doby to bylo jedno z posledních ligových hřišť se škvárou) a od roku 1955 je naopak teprve jako na druhém hřišti v republice (po Strahovském stadionu) umělé osvětlení. To se neosvědčilo a tak bylo v roce 1966 bylo nahrazeno novým od firem Siemens a Osram, světelný jas 200–250 luxů byl nejlepší v republice a splňoval i požadavky mezinárodní kvality.
V létě roku 1970 byla postavena na místě původní dřevěné nová železobetonová tribuna s kapacitou přes 3 000 diváků. Kapacita Ďolíčku byla v té době 13 388 diváků (z toho 3 208 sedících). V sedmdesátých letech se na Bohemku vešlo 16 000 diváků, úředně stanovená kapacita byla ale později snížena na 14 500.
Na jaře 1984 jsou namontovány turnikety, které v té době měly na svých stadionech pouze Slovan Bratislava a Baník Ostrava.
V sezóně 1991/92 byl stadion také domovským stánkem pro tým Slavie, který kvůli nevyhovujícím podmínkám nemohl hrát na svém stadionu v Edenu.
V roce 1996 byla rozebrána původní dřevěná tribuna na jižní straně stadionu (tzv. „k tramvaji“) kvůli jejímu havarijnímu stavu i přípravě stadionu na koncert Tiny Turner. V letech 2007 až 2011 na jejím místě stála montovaná tribuna pro 500 fanoušků.
V sezonách 2010/11 a 2011/12 byl tým Bohemians kvůli nevyhovujícím podmínkám nucen opustit domácí stadion a hrát na nedalekém stadionu Slavie v Edenu. V Ďolíčku hrály po tu dobu pouze juniorské a mládežnické týmy.
Od léta roku 2020 do konce roku 2022 zde našly azyl pro své prvoligové zápasy FK Pardubice než byl dostaven jejich nový stadion.

## Rekonstrukce Ďolíčku
Kapacita před stavebními úpravami v létě 2003 (kvůli projektu Stadiony 2003)
- celkem: 13 388 diváků
- sezení: 3028 diváků
- stání: 10 360 diváků

Kapacita před úpravami v létě 2007 (kvůli nutnosti míst k sezení)
- celkem: 9000 diváků
- sezení: 3800 diváků
- stání: 5200 diváků

Kapacita do roku 2019
- celkem: 5000 diváků (vše k sezení)
- hlavní – A: 3123 diváků
- pošta – C: 387 diváků
- tramvaj – D: 696 diváků

Kapacita od roku 2019
V roce 2019 využili Bohemians možnost zavedení míst na stání. V kotli domácích byly demontovány sedačky, čímž vzrostla kapacita stadionu z 5000 na 6300.
Plánovaná rekonstrukce

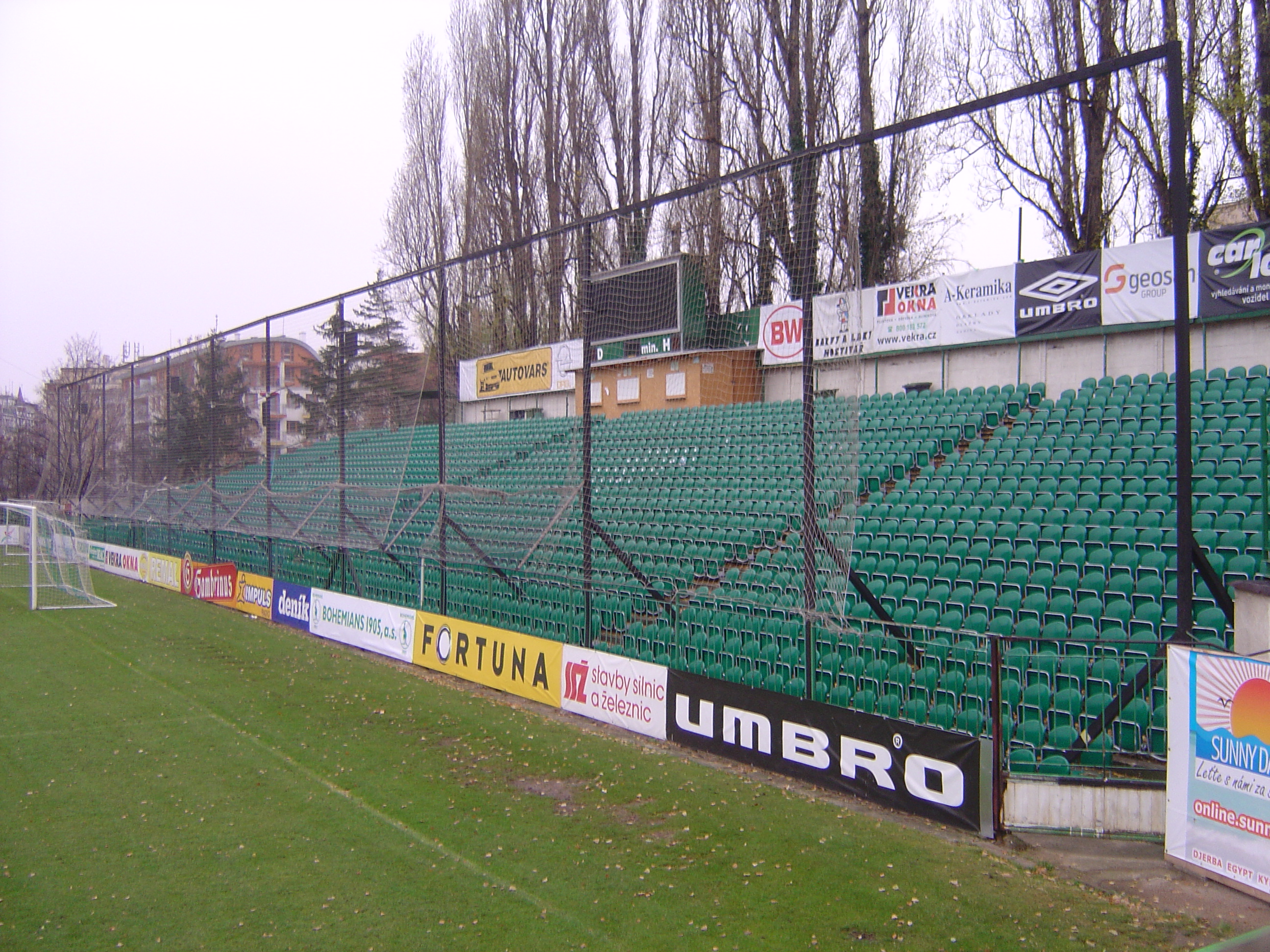
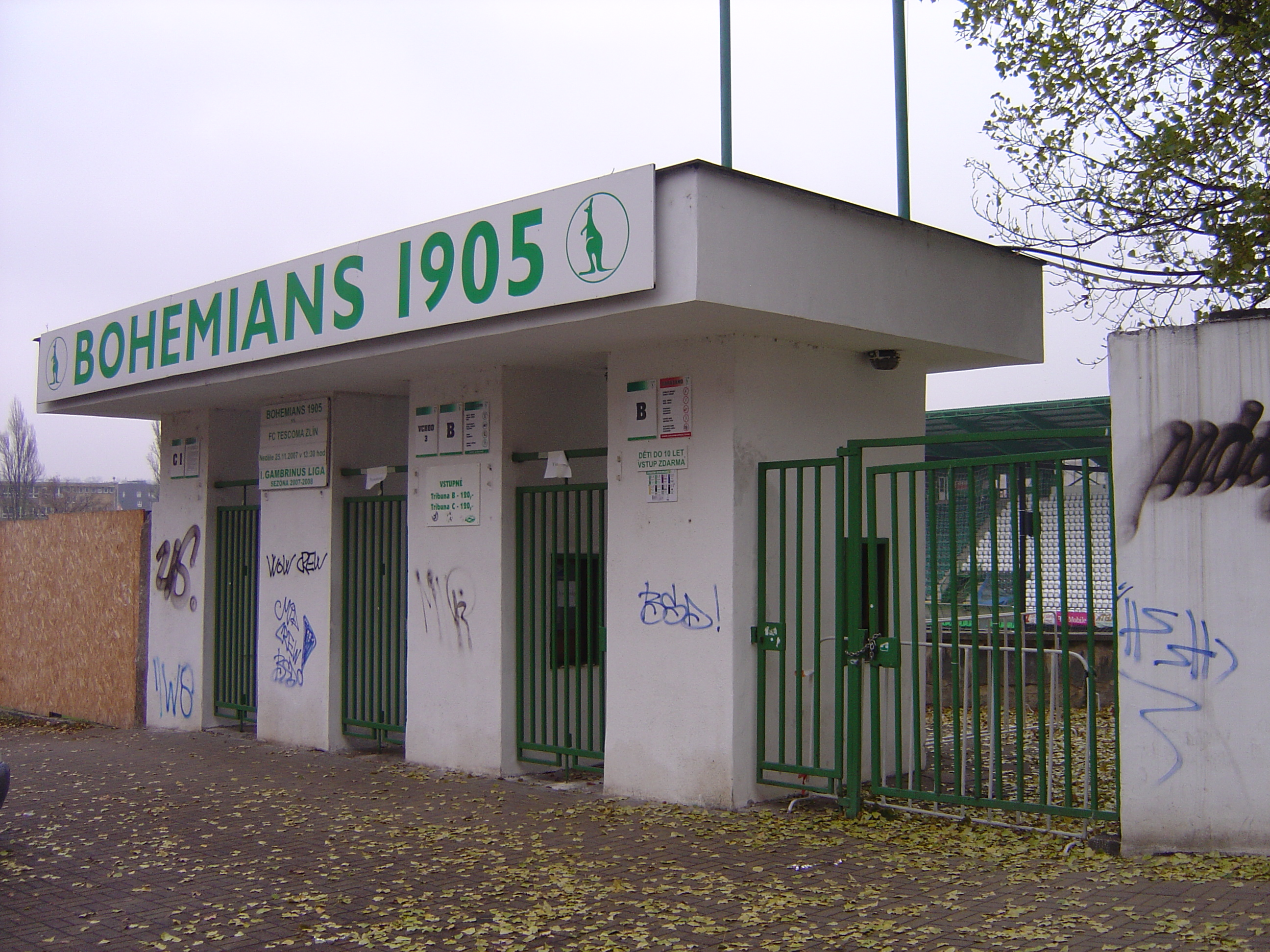
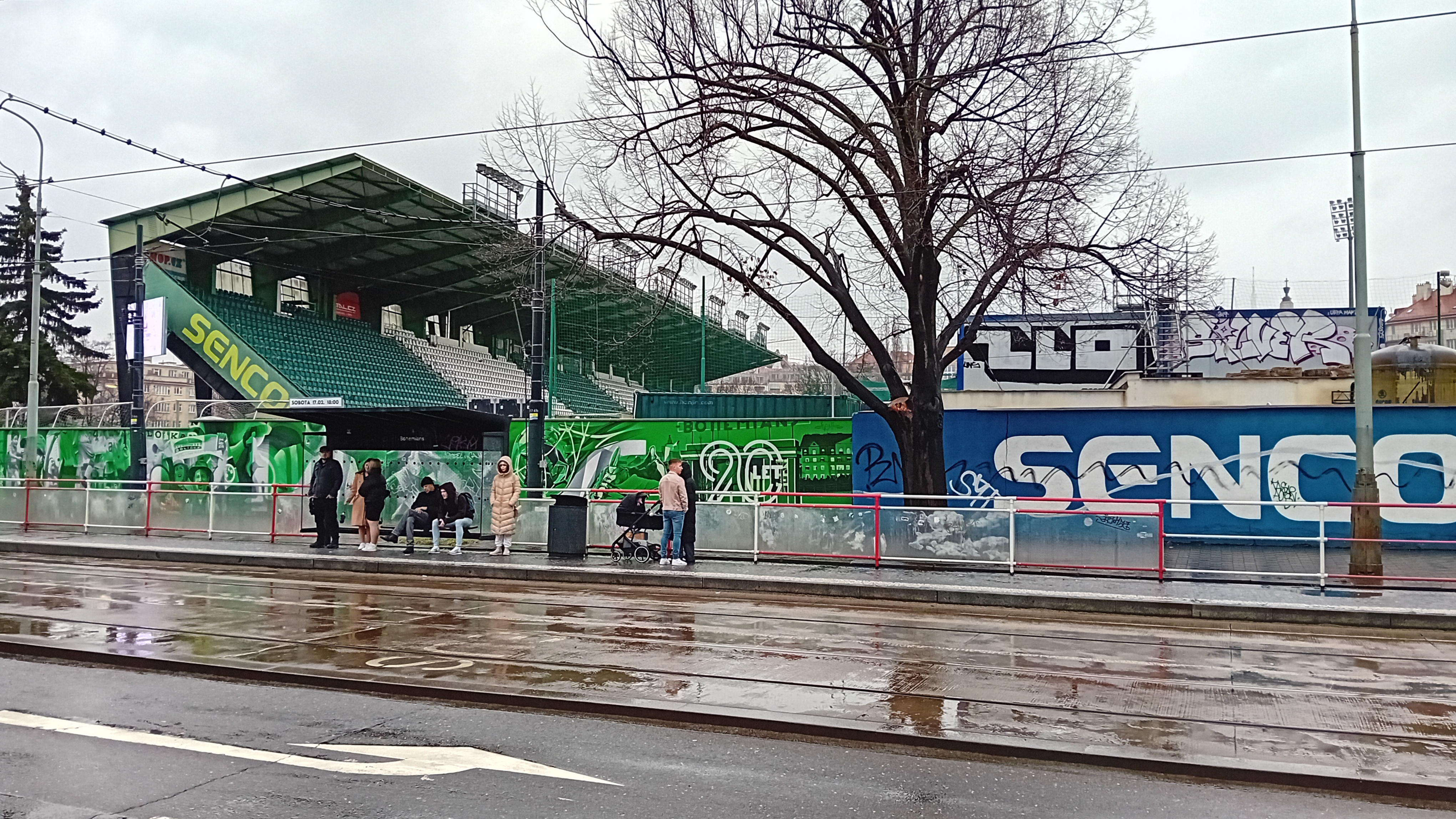
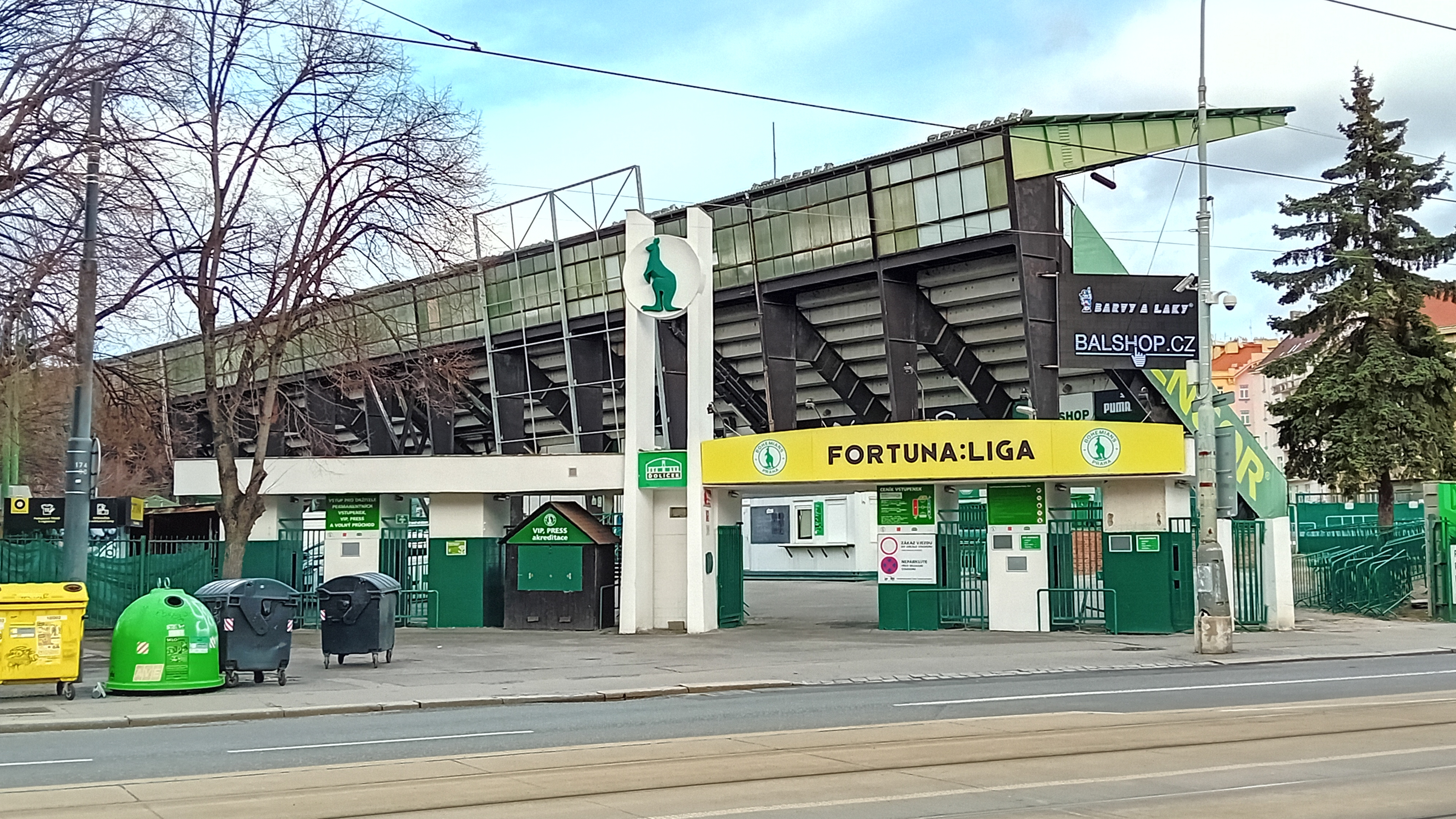

Od roku 2024 je plánována celková rekonstrukce stadionu rozdělená do několika etap:
1. etapa – demolice budovy kasina a zastavárny pro uvolnění místa pro montovanou tribunu, na které bude kapacitnější sektor pro hosty než jak je aktuálně na protější tribuně,
2. etapa – posun severní tribuny cca o 10 metrů dozadu k současným tenisovým kurtům a stavba nové tribuny,
3. etapa – posun hrací plochy o 5–10 metrů, aby vznikl dostatečný prostor pro multifunkční dům na jižní straně – směrem do ulice bude komerční zóna a restaurace, opačným směrem bude tribuna,
4. etapa – rekonstrukce hlavní tribuny, ze které zůstane jen železný skelet, okolo kterého se postaví nová tribuna.

Zatím se neplánuje nic s protější tribunou, protože tam není dostatek prostoru a zatím neexistuje reálný návrh na stavbu nad chodníkem.
Rekonstrukce by měla trvat 2–3 roky a financovat by ji měl Magistrát hl. m. Prahy ve spolupráci s Národní sportovní agenturou bez účasti soukromého kapitálu. Finální kapacita by měla být 8500 diváků a splňovat požadavky UEFA pro pořádání utkání evropských soutěží.

## Tramvajová zastávka
Od 1. září 2012 byla tramvajová zastávka před stadionem přejmenována z: Oblouková na: Bohemians.

## Koncerty
V Ďolíčku se také odehrály tyto hudební koncerty:
- 22. 8. 1996 – zpěvačka Tina Turner v rámci tour Wildest Dreams[9][10]
- 6. 9. 2013 – festival skupin oblíbených fanoušky SPS, Moomraj a Crossczech[11]